# FK Bachčisaraj
Futbolnyj klub Bachčisaraj (rusky Футбольный клуб «Бахчисарай») je ruský fotbalový klub sídlící ve městě Bachčisaraj v Republice Krym. Od sezóny 2015/16 hraje v Premjer lige (krymská nejvyšší soutěž). Klub byl založen v roce 2015, iniciátorem založení fotbalového klubu se stal nejvyšší představitel městské správy Vladimir Verchovod. Ve své premiérové sezóně se klub přihlásil do Krymského fotbalového svazu a stal se zakládajícím členem nové Krymské ligy.
Své domácí zápasy odehrává klub na stadionu Družba s kapacitou 4 500 diváků.

## Získané trofeje
- Krymský pohár ( 1x )
  - 2015/16[2]

## Soupiska
Aktuální k datu: 16. března 2016
| Číslo |       | Pozice | Hráč               |
| ----- | ----- | ------ | ------------------ |
| 12    | Rusko | B      | Sergej Veličko     |
| 1     | Rusko | B      | Sergej Tukač       |
| 9     | Rusko | O      | Stěpan Borgun      |
| 25    | Rusko | O      | Ilja Kožemjakin    |
| 4     | Rusko | O      | Aleksandr Kolesnik |
| 15    | Rusko | O      | Zaud Mamutov       |
| 5     | Rusko | O      | Dmitrij Semjonov   |
| 3     | Rusko | O      | Ruslan Tuktarov    |
| 91    | Rusko | Z      | Andrej Aleksandrov |
| 22    | Rusko | Z      | Igor Dudov         |

| Číslo |          | Pozice | Hráč            |
| ----- | -------- | ------ | --------------- |
| 6     | Rusko    | Z      | Andrej Kuzmenko |
| 7     | Ukrajina | Z      | Jurij Pantja    |
| 10    | Rusko    | Z      | Vjačeslav Pirov |
| 17    | Rusko    | Z      | Ivan Plotnov    |
| 20    | Rusko    | Z      | Denis Sitnikov  |
| 8     | Rusko    | Z      | Maksim Chablov  |
| 13    | Rusko    | Ú      | Igor Melnik     |
| 19    | Ukrajina | Ú      | Matvij Bobal    |
| 21    | Rusko    | Ú      | Redvan Osmanov  |

## Umístění v jednotlivých sezonách
Legenda: Z - zápasy, V - výhry, R - remízy, P - porážky, VG - vstřelené góly, OG - obdržené góly, +/- - rozdíl skóre, B - body, červené podbarvení - sestup, zelené podbarvení - postup, světle fialové podbarvení - přesun do jiné soutěže
| Krym (2015 – ) |                  |        |    |    |   |    |    |    |     |    |        |
| Sezóny         | Liga             | Úroveň | Z  | V  | R | P  | VG | OG | +/- | B  | Pozice |
| 2015/16        | Premjer liga KFS | 1      | 28 | 12 | 5 | 11 | 45 | 44 | +1  | 41 | 3.     |
| 2016/17        | Premjer liga KFS | 1      | 28 |    |   |    |    |    |     |    |        |